# Réserve naturelle du Qomolangma
La réserve naturelle du Qomolangma est une réserve de biosphère située dans la préfecture de Xigazê de la région autonome du Tibet en Chine. Elle correspond à la partie septentrionale du massif de l'Everest, dont le nom officiel en Chine est Qomolongma (déesse de l'univers). Elle participe avec le parc national de Sagarmatha au Népal à la protection des monts de l'Everest.
Créée en 1988, la réserve a été classée de niveau national en 1993. Elle présente une superficie de 3,38 millions d'hectares et 70 000 habitants (1994). La réserve comprend cinq des quatorze sommets du monde de plus de 8 000 mètres, dont l'Everest. Le glacier du Rongbuk est situé dans la réserve.

## Contexte
Le Népal et la Chine font un effort particulier afin de préserver l'environnement de la région de l'Everest.
Le parc national de Sagarmatha est une région protégée du nord-est du Népal. Il contient une partie de l'Himalaya et la partie sud du mont Everest. Ce parc fut créé le 19 juillet 1976 et fut inscrit au patrimoine mondial en 1979. Sagarmatha est le nom népalais du mont Everest qui signifie « la déesse mère du ciel » en sanskrit. Le parc a une superficie de 1 148 km2 et se situe entre 2 845 m d'altitude à Jorsale et 8 849 m au sommet de l'Everest.

## Patrimoine naturel

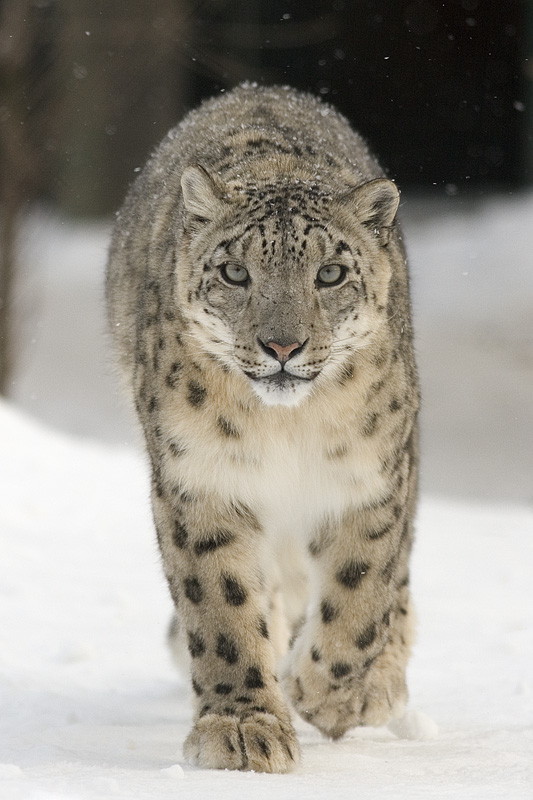
Une once dans la neige.

### Faune
La réserve accueille 53 espèces de mammifères, 206 d'oiseaux et 20 de poissons, d'amphibie et de reptiles. L'once ou léopard des neiges est l'emblème de la réserve naturelle du Qomolangma. Outre l'once, la réserve possède la civette palmiste de l'Himalaya, le Jharal ou tahr de l'Himalaya, l'âne sauvage du Tibet, le cerf musqué de l'Himalaya, l'ours à collier du Tibet et les moutons bleus.

### Flore
La réserve possède 2 348 espèces de plantes. Dans les forêts vierges se trouve le sapin de l'Himalaya, le pin de l'Himalaya ou le cèdre de l'Himalaya.

## Protections
Hu Jia a commencé à s’engager publiquement au début des années 1990. Diplômé en économie, il devient membre de la Brigade du yak sauvage, une ONG qui défend les antilopes tibétaines en danger de disparition du fait d’un braconnage toléré par les autorités chinoises et de l’organisation de chasses fort lucratives au Tibet.

## Tourisme

Évolution du tourisme entre 1980 et 2000

Entre 1921 et 2006, plus de 14 000 alpinistes ont participé à des expéditions sur l'Everest, dont un peu plus de 6 000 Sherpas. Au 31 décembre 2008, 4 109 personnes sont parvenues au sommet.
Les deux principales voies de l’ascension étant par la réserve naturelle du Qomolangma, du côté chinois et le parc national de Sagarmatha, du côté népalais.

## À voir